# Русин Марко Олександрович
Русин Марко Олександрович (біл. Русін Марк Аляксандравіч) (18 червня 1921, Кінешма, Іваново-Вознесенська губернія, РСФРР — 18 жовтня 1977, Берестя, БРСР) — білоруський композитор, музикант, педагог. Член Союзу радянських композиторів БРСР (від 1951 року).

## Життєпис
Народився у Кінешмі, на той час Іваново-Вознесенської губернії Радянської Росії.
З початком Німецько-радянської війни потрапив на фронт. У 1942—1945 роках керував армійським ансамблем та був начальником клубу.
Навчався в Державному музично-педагогічному інституті ім. Гнесіних по класу композиції у Михайла Гнесіна . Закінчив інститут 1951 року по класу композиції у Арама Хачатуряна.
По закінченні інституту у 1951—1977 роках працює у Бресті викладачем музичного училища та консультантом Будинку народної творчості.
1951 року як професійний композитор запрошений на посаду завідувача музичною частиною Державного театру імені Ленінського комсомолу Білорусії у Бересті  (від 1955 року — Берестейський обласний театр драми і музики). Від цього часу він пише твори до постановок театру. Протягом двох десятиліть багато спектаклів ідуть в супроводі оркестру під його керівництвом. 1967 року за спектакль «Берестейська фортеця» театр удостоєний Премії Ленінського комсомолу в галузі літератури, мистецтва, журналістики та архітектури. З цією виставою театр гастролював і в Україні.

## Твори
Твори: для солістів, хору та симфонічного оркестру — кантата «Вогні на Волзі» (слова Л. Черноморцева, 1951); для симфонічного оркестру — Святкова увертюра (1958); для струнного оркестру — Сюїта (1959); для оркестру народних інструментів — Увертюра (1948), Сюїта (1950); для балалайки та оркестру народних інструментів — Концерт (1949); для баяна та оркестру народних інструментів — концерти: I (1954), II (1961); для скрипки і фортепіано — Скерцо (1962), Соната (1954), Три пьеси (1958); для віолончелі та фортепіано — Соната (1959), Мініатюри (1961); для фортепіано — Сонатина (1954), Варіації (1955), П'ять п'ес (1956); для голосу та фортепіано — романси на слова О. Пушкіна і О. Блока (1950); хори та пісні на слова радянських поетів; музика до драматичних спектаклів Берестейського театру ім. Ленінського комсомолу Білорусії, серед них «Дон Сезар де Базан» (1954), «Одруження Фігаро» (1956), «Люди, яких я бачив» (1958), «Іркутська історія» (1960), «Звільнений Дон-Кіхот» (1961), «Собака на сіні» (1962), «Фінал» (1964), «Отелло» (1965), «Берестейська фортеця» (1967), «Люди і камені» (1968), «Волинщик зі Стракониць» (1969), «Дон Хіль Зелені штани» (1970), «Золоте вухо» (1972), «В ніч місячного затемнення» (1972), «Дама-невидимка» (1972), «Чинчрака» (1974).

## Відомі учні
- Ігор Корнелюк
- Лев Гунін